# Предателство
Вижте пояснителната страница за други значения на Предателство.
Предателството е осъждано от морала нарушение на верността към кауза, организация или личност. В частност в наказателното право предателството е форма на държавна измяна.
Българският Наказателен кодекс определя като предателство подбуждането на чужда държава или организация към враждебни действия спрямо страната, доброволно участие в неприятелски въоръжени сили по време на война, организиране на бунтове или друго разстройване на въоръжените сили и други.
В християнството важна роля играе предаването на Христос, което е и основна тема за антисемитизма.